# Берглунд, Пернилла
Пернилла Берглунд (швед. Pernilla Berglund; род. 22 июня 1982 года) — шведская поэтесса.

## Биография
Родилась 22 июня 1982 года в Умео, Вестерботтен. Преподает литературное мастерство в Гётеборге. Член редакционной коллегии норрландского литературного журнала Provins

Дебютная книга Tilltar вышла в 2013 году. Датский перевод книги вышел в издательстве Virkelig в 2014 году

## Книги
- Tilltar (2013)
- Fälla (2015)

## Публикации на русском языке
- Берглунд, Пернилла. Сети / перевод со шведского под руководством Алёши Прокопьева и Микаэля Нюдаля. — Чебоксары&Кноппарп: free poetry, 2016. — 60 с.

## Признание и награды
- 2013 — Номинация на литературную премию газеты Borås Tidning за лучший дебют (Tilltar)[3]

- 2013 — Премия Умео за творческие достижения (Umeå Skaparpris) в категории Текст Года (Tilltar)[4]

- 2015 — Номинация на литературную премию газеты Svenska Dagbladet (Fälla)[5]

- 2016 — Номинация на Норрландскую литературную премию (Norrlands litteraturpris) за лучшую книгу года (Fälla)[6]